# Xi Mingze
Xi Mingze (en chino tradicional, 習明澤; en chino simplificado, 习明泽; pinyin, Xí Míngzé; 25 de junio de 1992; apodada Xiao Muzi (小木子)) es la única hija del líder chino Xi Jinping, y la cantante popular Peng Liyuan.

## Vida y carrera
Trabajó en la ayuda y asistencia a catástrofes en las inundaciones de mayo y se describe a sí misma como interesada en la lectura y la moda. En 2008, Xi fue a Hanwang, Sichuan, que fue devastado por el terremoto de Sichuan en 2008, para servir como voluntaria durante siete días.

### Educación
De 2006 a 2008, estudió francés en su escuela secundaria, la escuela de idiomas extranjeros de Hangzhou. Xi se matriculó en la Universidad de Harvard, como estudiante de primer año en 2010, después de un año de estudios de pregrado en la Universidad de Zhejiang, en mayo o el otoño de 2010 bajo un seudónimo. En Harvard, Xi mantuvo un perfil estudiantil bajo. Se graduó en 2014, y luego regresó a China. Actualmente vive en Pekín.